# ’u’
’u’ (název začíná a končí rázem) je první opera v klingonštině, uváděná jako „první autentická klingonská opera na Zemi“. Složil ji Eef van Breen na libreto, jehož autory jsou Kees Ligtelijn a Marc Okrand pod uměleckým dohledem Florise Schönfelda. Děj ’u’ je založen na epické legendě o Kahlessovi Neporazitelném, mesiáši ve fiktivní klingonské historii.
Premiéra opery proběhla v Haagu v divadle Zeebelt 10. září 2010 (ukázka proběhla již den předtím), dočkala se opakování a byla hodnocena jako úspěšná.

## Pozadí
Koncept klingonského jazyka byl poprvé nastíněn hercem Jamesem Doohanem, který hrál Montgomeryho Scotta v originálním televizním seriálu Star Trek, pro film Star Trek: Film. Vytvořil některá drsně znějící slova pro klingonské postavy (ačkoliv tato byla z filmu vystřižena). Producenti najali pro další pokračování lingvistu Marca Okranda, aby tato slova rozšířil do plnohodnotného jazyka se svým vlastním slovníkem, gramatikou a idiomy. Okrand vytvořil jazyk tak, aby zněl mimozemsky. Nakonec se z klingonštiny stal mluvený jazyk s množstvím mluvčích schopných se v něm plynule vyjadřovat.
Jak je líčeno ve Star Treku, Klingoni jsou vášniví milovníci opery. Dle oficiálních webových stránek opery ’u’ užívá tato principu hudebního boje. Krása klingonské hudby pochází ze střetu dvou rozdílných sil. Název ’u’ znamená „vesmír“ nebo „univerzum“.
Opera začala být připravována na začátku roku 2008 pro uvedení v Evropě a ve Water Mill v New Yorku. Divadelní a umělecký režisér, badatel projektu ’u’ a Pozemského souboru pro výzkum Klingonů Floris Schönfeld pozorně prozkoumal všechny zmínky a ukázky klingonské opery ve Star Treku, aby byla následně vzniklá opera co nejautentičtější a následovala zaběhnuté konvence klingonských oper. Pro hudební doprovod opery vytvořil Pozemský soubor pro výzkum Klingonů domorodé klingonské hudební nástroje, včetně bicích, dechových a smyčcových. Autorem jejich designu je Xavier van Wersh.
Publicita ’u’ zahrnovala přednášky a vystoupení zajišťovaná Schönfeldem a Pozemským souborem pro výzkum Klingonů na setkáních a sjezdech se sci-fi tematikou i jinde. 18. dubna 2010 vyslal Okrand jménem Souboru prostřednictvím radioteleskopu CAMRAS zprávu směrem na hypotetické koordináty klingonské domovské planety Qo'noS obíhající kolem hvězdy Arcturus.[zdroj?] Tato zpráva v klingonštině obsahovala pozvání Klingonů na operu, ačkoliv pravděpodobně nedorazila na planetu včas, jelikož Qo'nos je vzdálen 36 světelných let od Země.

## Produkce a reakce

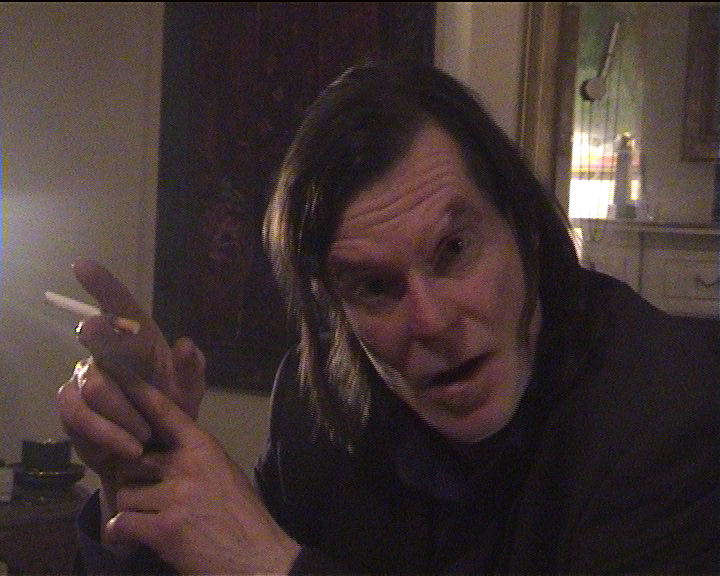
Henri van Zanten coby „Master of the Scream“

Premiéra se uskutečnila v divadle Zeebelt v nizozemském Haagu 10. září 2010 (předcházející den se ale již konala ukázka) a opera zde byla odehrána celkem čtyřikrát. Nizozemský umělec Henri van Zanten v ní působil jako vypravěč coby tzv. „Master of the Scream“. Opera byla produkována divadlem Zeebelt a Pozemským souborem pro výzkum Klingonů.
Reakce publika byly nadšené a premiéra, které se zúčastnil i Marc Okrand, byla vyprodaná. Později téhož měsíce byla opera reprízována na setkání fanklubu Star Treku nazvaném „Qetlop“ konaném na Farnsberg poblíž Bad Brückenau v Německu. Dalšího ztvárnění se dočkala v divadle Frascati v Amsterdamu.
V roce 2011 se 5. dubna objevila na operním festivalu Voi-Z ve Zwolli a 28. května na hudebním festivalu Huygens v Leidschendamu.

## Příběh

### 1. dějství

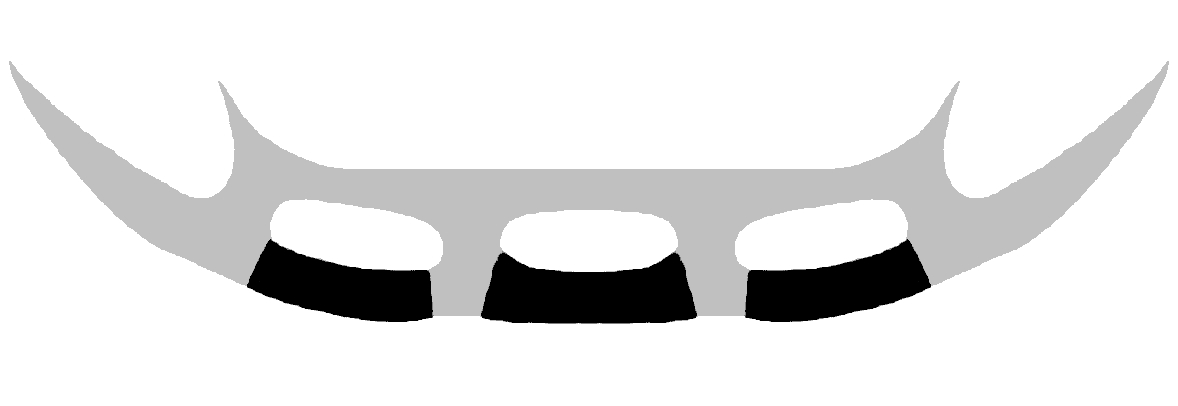
Bat'leth

Kahless je na lovu se svým bratrem Morathem. Rozezlí se, když vinou Moratha přijde o svou kořist. Morath touží po pomstě za tuto potupu. Tyran Molor Morathovi nabídne, že jej dosadí do čela jeho domu, pokud zradí svého otce. Ten přijímá. Společně s Molorovými muži vtrhne do otcova domu, zmocní se jeho meče a požaduje, aby se dům vzdal. Když to otec odmítne, Morath jej brutálně zavraždí. Kahless přísahá, že obnoví otcovu čest. Pronásleduje bratra až k sopce Kri'stak. Po vzájemném souboji Morath sám do sopky skočí. Kahless tam vytvoří ze svých vlasů vůbec první bat'leth.

### 2. dějství
Zarmoucený Kahless podnikne cestu do podsvětí. Zde se znovu setká se svým otcem a odpustí svému bratrovi. Ukáže jim bojové umění mok'bara, které jim umožní znovu získat svá těla. Kotar, strážce podsvětí, se rozzuří, když zjistí, že mu dvě duše chybí. Kahless shromáždí válečníky na povstání proti Molorovi. Potkává také svou pravou lásku Lukaru, která mu pomůže, když na ně zaútočí Molorovi muži. Společně je porazí a stvrdí svou lásku v krvi svých nepřátel.

### 3. dějství
Armády se shromáždily u řeky. Kahless své válečníky povzbudí strhující řečí. Dorazí tam také Kotar a řeč na něj rovněž silně zapůsobí. Souhlasí, že se zúčastní boje a že vytvoří ráj pro klingonské válečníky. Kahless pak bojuje po boku svého otce a bratra proti svým nepřátelům. Tito dva později zemřou čestnou smrtí a Kahlessův rituální řev je pošle do ráje. Potom Kahless bojuje s Molorem a zabije ho, vyřízne mu srdce a vypere jej v řece, aby obnovil jeho čest. S pomocí Lukary pak spáchá rituální sebevraždu a její řev jej odešle do ráje za bratrem a otcem. Klingonský lid je sjednocen.

## Role a původní obsazení
- Master of the Scream (vypravěč) – Henri van Zanten
- Kahless – Taru Huotari
- Kotar, otec a Molor – Ben Kropp
- Morath a Lukara – Jeannette Huizinga